# Сан-Лоренсо (Пуерто-Рико)
Сан-Лоренсо (ісп. San Lorenzo, МФА: [san loˈɾenθo]) — муніципалітет Пуерто-Рико, острівної території у складі США. Заснований 1811 року.

## Географія
Сан-Лоренсо розташований у східній частині острову Пуерто-Рико. 
Площа суходолу муніципалітету складає 139 км² (22-е місце за цим показником серед 78 муніципалітетів Пуерто-Рико).

## Демографія
Станом на 2010 рік на території муніципалітету мешкало 41 058 ос.
Динаміка чисельності населення:

## Населені пункти
Найбільші населені пункти муніципалітету Сан-Лоренсо:
| Населений пункт | Статус | Населення :   | Населення :   | Населення :   |
| Населений пункт | Статус | на 01.04.1990 | на 01.04.2000 | на 01.04.2010 |
| --------------- | ------ | ------------- | ------------- | ------------- |
| Хагуаль         | Селище | 1 061         | 1 402         | 1 062         |
| Сан-Лоренсо     | Місто  | 8 481         | 8 947         | 8 037         |